# Spálenec
Spálenec (deutsch Brenntenberg, alt auch Brentenberg oder Prentenberg) ist ein Dorf in Tschechien. Es liegt rund zehn Kilometer südlich von Prachatice und gehört zur Gemeinde Zbytiny im Okres Prachatice. Brenntenberg ist eine heute zum großen Teil verschwundene Streusiedlung.

## Geografie
Der Ortsteil Siebenhäuser ist mit 920 m ü. NN der höchste Punkt von Brenntenberg.

## Nachbargemeinden
| Dolní Sněžná | Zbytiny                                     | Koryto    |
| Volary       | Kompassrose, die auf Nachbargemeinden zeigt | Křišťanov |
| Stožec       | Boletice                                    | Arnoštov  |

## Geschichte
Brenntenberg wurde im Jahre 1700 erstmals urkundlich erwähnt. Die Bewohner des Ortes verdingten sich in der Holz-, Vieh- und Weidewirtschaft, Kleinlandwirtschaft, als Kleinhandwerker und Häusler und als Bergleute für Glashütten im benachbarten Ernstbrunn (tschechisch Arnoštov). Die Gemeinde Brenntenberg war nach Oberhaid (tschechisch Zbytiny) eingepfarrt.
Bei der Volkszählung von 1910 existierten in Brenntenberg 99 Häuser mit insgesamt 546 Einwohnern, die alle deutschsprachige Bewohner (Deutschböhmen) waren. Infolge von starken Sturmwinden um die Jahrhundertwende nahm 1919 eine Schmalspur-Waldbahn ihren Betrieb auf, die zum Transport der großen Mengen an Sturmholz aus den Wäldern des Böhmerwaldes diente. Das Holz wurde über Ernstbrunn und Brenntenberg zum großen Verladeplatz beim „Hegerhaus“ angeliefert. Die Schmalspurbahn diente zudem mit der Haltestelle in Brenntenberg als Anschlussbahn zur Eisenbahnstrecke Prachatitz-Wallern. 1942 lebten 555 Einwohner in Brenntenberg. Nach dem Ende des Zweiten Weltkrieges wurden die Deutschböhmen (Sudetendeutsche) vertrieben und viele Häuser blieben unbewohnt. Es gelang danach nicht mehr, die abgelegene Region zu besiedeln, 1957 gab es nur noch 47 Einwohner in Brenntenberg. Im Jahr 2011 lebten in Brenntenberg noch 4 permanente Einwohner. Auf dem Gebiet von Brenntenberg gibt es heute noch eine neu renovierte Kapelle. In der Kapelle befindet sich eine hölzerne Gedenktafel, auf der an die Brenntenberger Gefallenen des Zweiten Weltkrieges erinnert wird. Das ursprüngliche Gebiet von Brenntenberg gehört heute zum Naturschutzgebiet Blanice.

## Galerie

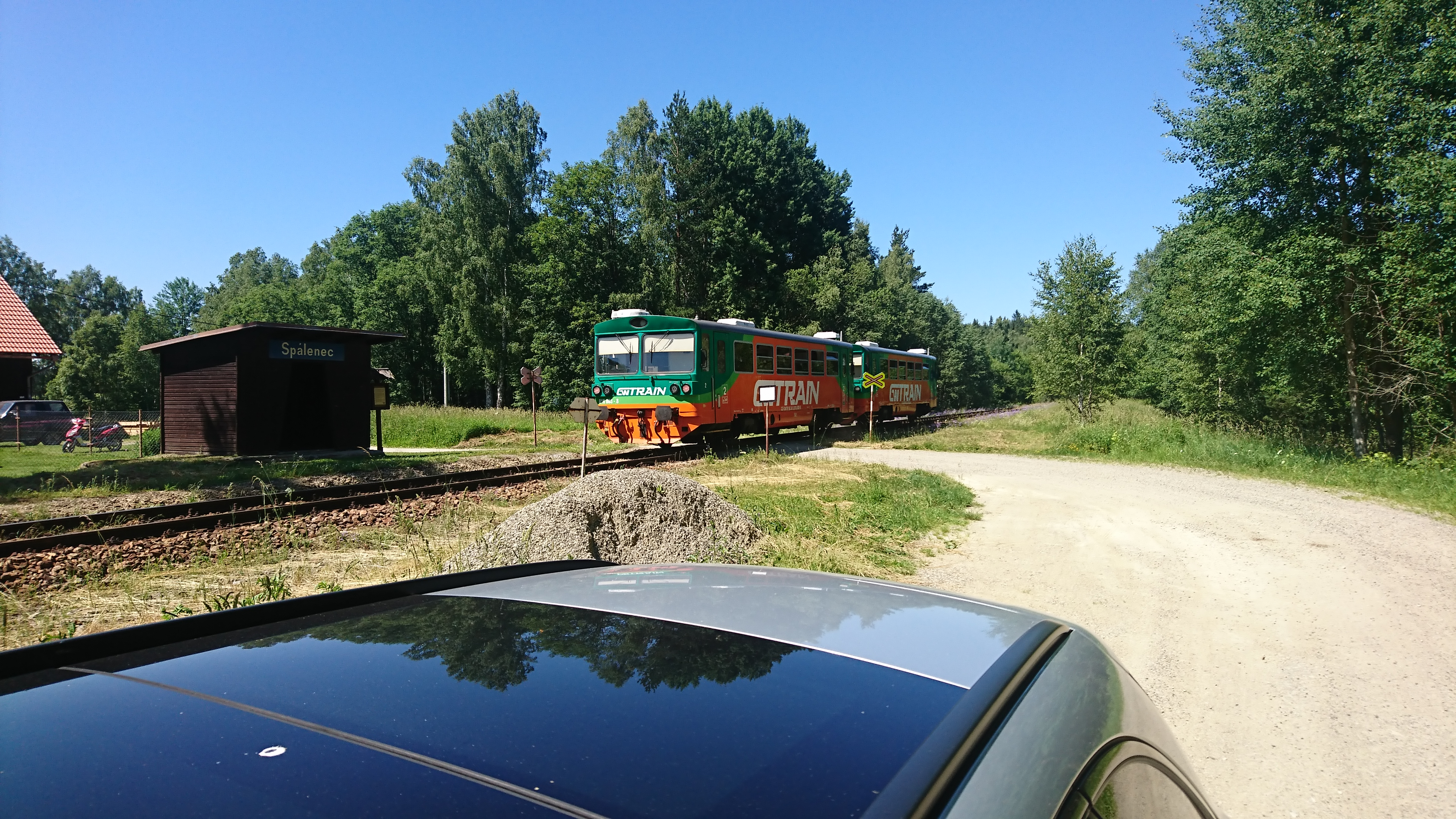
Bahnhof von Spálenec
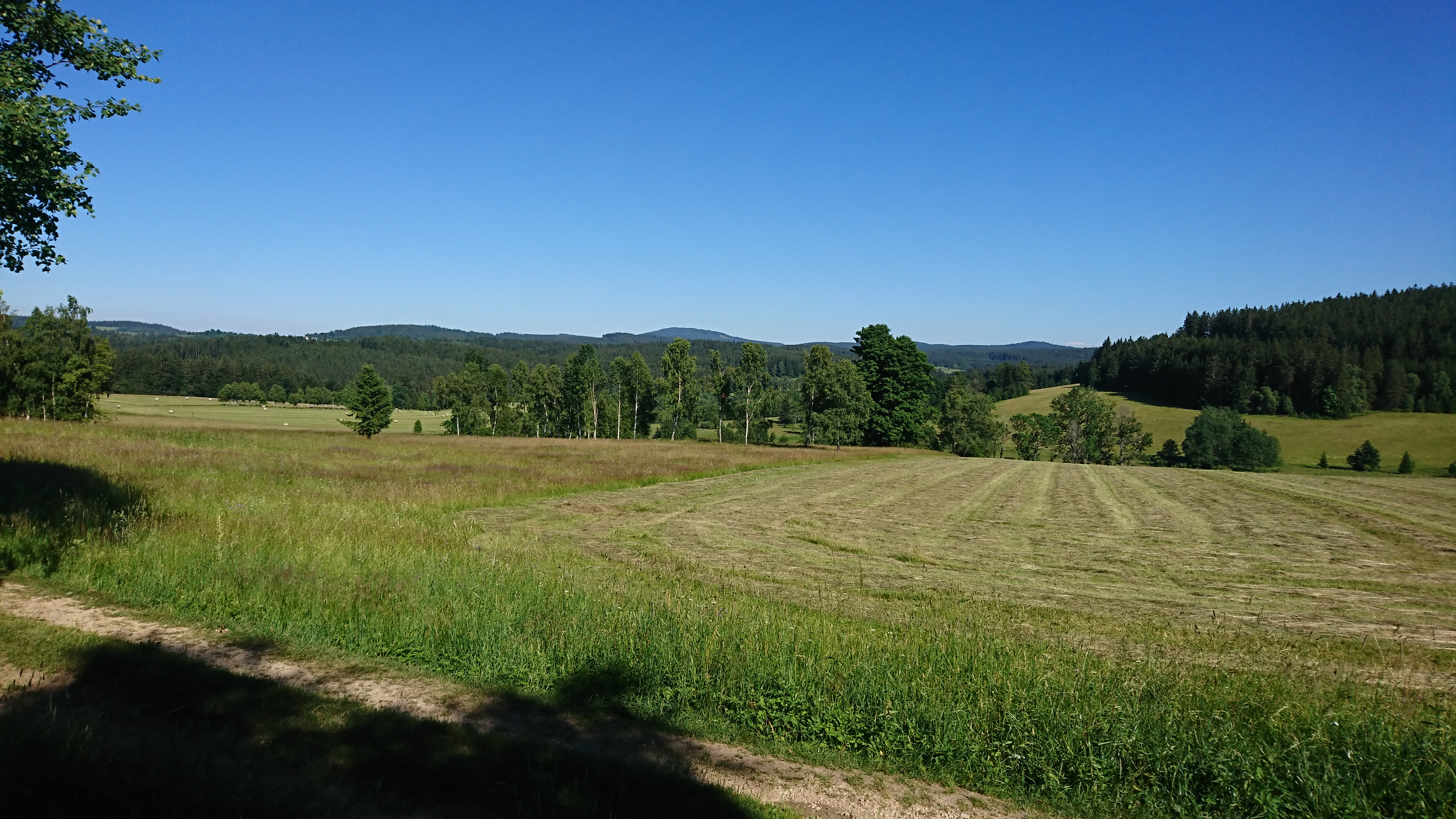
Ehemaliges Gebiet von Brenntenberg
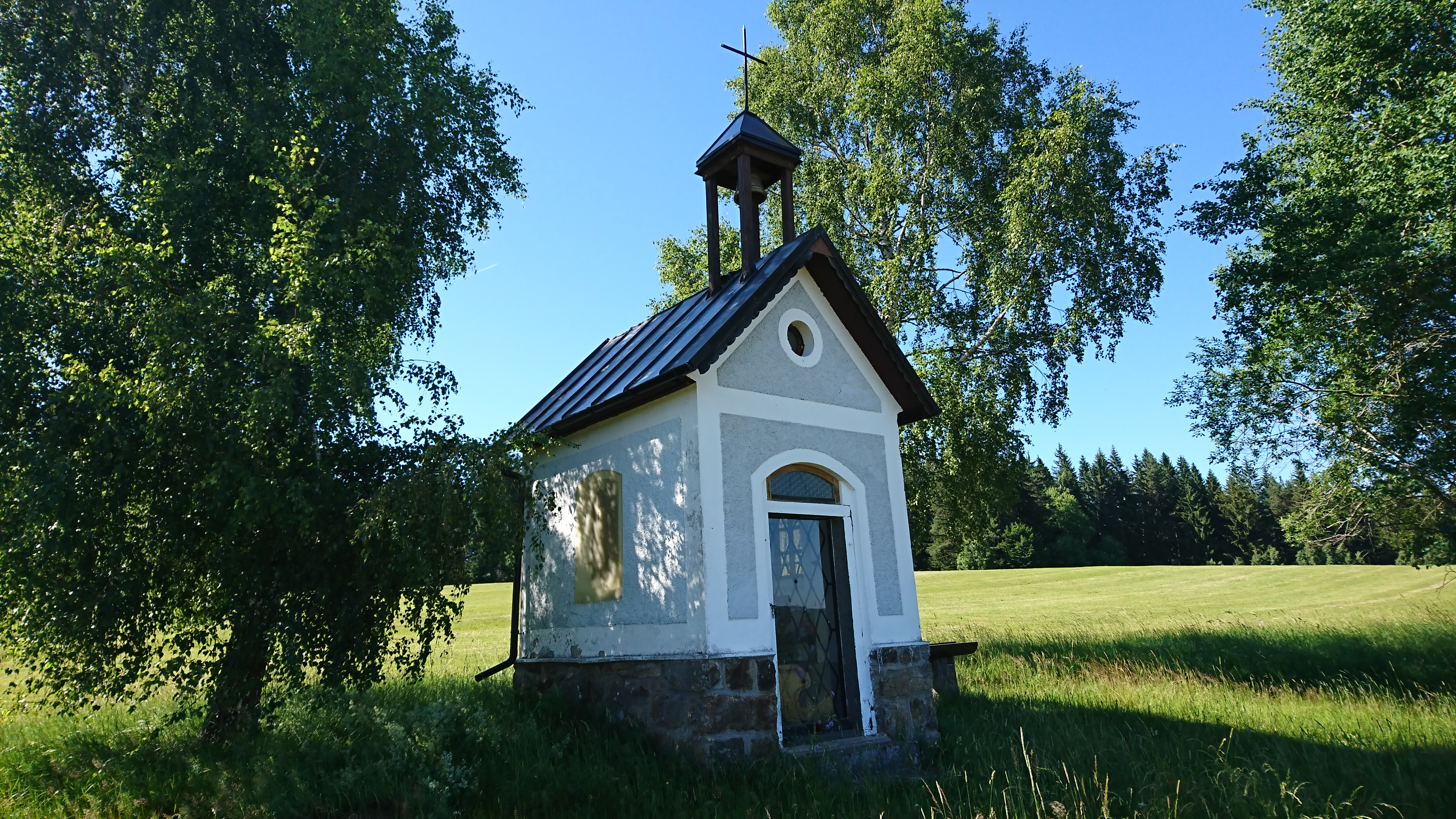
Kapelle am Ortsrand von Brenntenberg
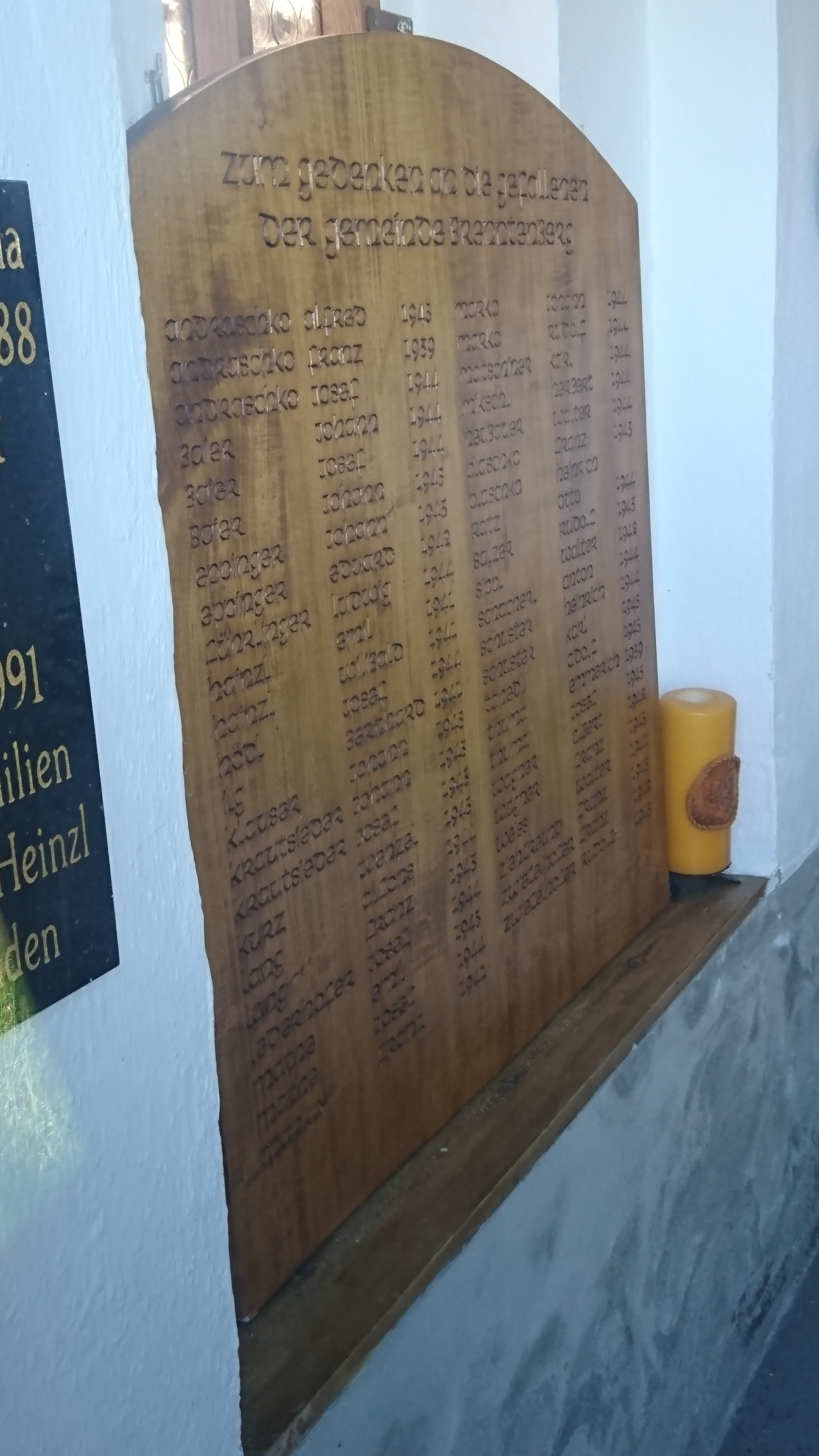
Gedenktafel in der Kapelle zum Gedenken an die Gefallenen der Gemeinde Brenntenberg